# Promontorio Italia
Il promontorio Italia si trova ubicato sulla costa est dell'isola Nordaustlandet, (Terra di Nord-Est) nell'Arcipelago delle Isole Svalbard, a sud di Capo Laura.
Le coordinate geografiche sono 79°51'25" N, 27°13'7" E.

## Denominazione
Il nome fu assegnato dal generale Umberto Nobile, in seguito alle attente osservazioni geografiche compiute nel corso della sua seconda spedizione d'esplorazione aerea mediante il dirigibile Italia, che si spinse a nord ed ad est del Nordaustlandet.
La spedizione italiana partì dalla Baia del Re il 15 maggio 1928 e raggiunse la Terra di Francesco Giuseppe alle ore 7 del 16 maggio a latitudine 82° e longitudine 55°, proseguendo per la Terra di Nicola II che raggiunse alle ore 19 a latitudine 80° e longitudine 92°; nella tratta di ritorno giunse alla punta nord della Nuova Zemlija alle ore 04:30 del 17 maggio, e raggiunta la latitudine 77°22' e longitudine 57°30' alle ore 12, fece rotta per il Nordaustlandet; Nobile proseguì sul Mare di Barents intercettando la costa proprio nel promontorio che fu così battezzato in onore all'Italia per il successo della spedizione geografica tutta italiana che dimostrò anche l'inesistenza della Terra di Gilles.

## Descrizione
Il promontorio presenta formazioni ghiacciate a nord dell'isola di Isispynten, e anche sul lato est del Nordaustlandet.